# Championnat du Malawi de football 2023
 (mars 2025).
Navigation
Saison précédente Saison suivante
La saison 2023 du Championnat du Malawi de football est la trente-septième édition de la Super League, le championnat de première division malawite. Elle se déroule sous la forme d’une poule unique avec seize formations, qui s’affrontent à deux reprises. En fin de saison, les trois derniers du classement sont relégués et remplacés par les trois meilleurs clubs de deuxième division malawite.
C'est le double tenant du titre, Nyasa Big Bullets FC qui remporte de nouveau le championnat cette saison après avoir terminé en tête du classement final, avec trois points d'avance sur les Silver Strikers et cinq sur les Be Forward Wanderers. Il s'agit du dix-septième titre de champion du Malawi de l'histoire du club. A noter qu'en bas du classement, le vice-champion de la saison précédente, Blue Eagles FC, rate complètement sa saison et est relégué en deuxième division.

## Les clubs participants
- Nyasa Big Bullets FC
- Moyale Barracks FC
- Blue Eagles FC
- Silver Strikers
- Ekwendeni Hammers
- Azam Tigers FC
- Be Forward Wanderers
- Kamuzu Barracks FC
- CIVO United
- Karonga United
- Bangwe All Stars - Promu de D2
- Red Lions Zomba
- MAFCO
- Extreme FC Mchinja - Promu de D2
- Dedza Dynamos
- Chitipa United - Promu de D2

## Compétition

### Classement
| Rang | Équipe                  | Pts | J  | G  | N  | P  | Bp | Bc | Diff |
| ---- | ----------------------- | --- | -- | -- | -- | -- | -- | -- | ---- |
| 1    | Nyasa Big Bullets FCT C | 60  | 30 | 16 | 12 | 2  | 49 | 19 | +30  |
| 2    | Silver Strikers         | 57  | 30 | 16 | 9  | 5  | 41 | 18 | +23  |
| 3    | Be Forward Wanderers    | 55  | 30 | 15 | 10 | 5  | 35 | 16 | +19  |
| 4    | Chitipa United          | 48  | 30 | 14 | 6  | 10 | 31 | 29 | +2   |
| 5    | Kamuzu Barracks FC      | 46  | 30 | 13 | 7  | 10 | 32 | 23 | +9   |
| 6    | Bangwe All StarsP       | 42  | 30 | 11 | 9  | 10 | 37 | 36 | +1   |
| 7    | Dedza Dynamos           | 38  | 20 | 9  | 11 | 10 | 30 | 38 | -8   |
| 8    | CIVO United             | 37  | 30 | 8  | 13 | 9  | 31 | 30 | +1   |
| 9    | Karonga United          | 37  | 30 | 9  | 10 | 11 | 34 | 38 | -4   |
| 10   | MAFCO                   | 37  | 30 | 10 | 7  | 13 | 29 | 36 | -7   |
| 11   | Azam Tigers             | 36  | 30 | 8  | 12 | 10 | 21 | 22 | -1   |
| 12   | Ekwendeni Hammers       | 36  | 30 | 9  | 9  | 12 | 26 | 36 | -10  |
| 13   | Moyale Barracks FC      | 35  | 30 | 8  | 11 | 11 | 32 | 32 | 0    |
| 14   | Blue Eagles FC          | 35  | 30 | 8  | 11 | 11 | 32 | 32 | 0    |
| 15   | Red Lions Zomba         | 29  | 30 | 8  | 5  | 17 | 22 | 50 | -28  |
| 16   | Extreme FC Mchinja P    | 18  | 30 | 4  | 6  | 20 | 16 | 43 | -27  |

|  | Qualification pour la Ligue des champions de la CAF 2023-2024                            |
|  | Relégation directe en deuxième division                                                  |
|  | T : Tenant du titre C : Vainqueur de la Coupe du Malawi P : Club promu de Premier League |

## Bilan de la saison
| Championnat du Malawi de football 2023                             |                                  |
| Champion                                                           | Nyasa Big Bullets FC (17e titre) |
| Coupes et trophées                                                 |                                  |
| Vainqueur de la Coupe du Malawi 2023                               | Nyasa Big Bullets FC             |
| Qualifications continentales                                       |                                  |
| Ligue des champions de la CAF 2024-2025                            | Nyasa Big Bullets FC             |
| Coupe de la confédération 2024-2025                                | aucun                            |
| Promotions et relégations                                          |                                  |
| Promus en Super League                                             | Creck Sporting                   |
| Promus en Super League                                             | Baka City                        |
| Promus en Super League                                             | FOMO FC                          |
| Relégués en Championnat du Malawi de football de deuxième division | Blue Eagles FC                   |
| Relégués en Championnat du Malawi de football de deuxième division | Red Lions Zomba                  |
| Relégués en Championnat du Malawi de football de deuxième division | Extreme FC Mchinja               |